# Poço Barreto (przystanek kolejowy)
Poço Barreto (port: Apeadeiro de Poço Barreto) – przystanek kolejowy w Silves, w regionie Algarve, w Portugalii. Znajduje się na Linha do Algarve.
Jest obsługiwany przez pociągi regionalne Comboios de Portugal.

## Historia
Przystanek został otwarty w dniu 19 marca 1900, a 1 lutego 1902 linia została przedłużona do Portimão.